# Elektrownia Hendrina
Elektrownia Hendrina – węglowa elektrownia cieplna położona między Middelburgiem i Bethal w Republice Południowej Afryki
Budowę rozpoczęto w listopadzie 1965, była wtedy największą elektrownią zaprojektowaną przez Komisję ds. Dostaw Energii Elektrycznej, o maksymalnej zdolności produkcyjnej 2000 MW, składającej się z dziesięciu bloków o mocy 200 MW. 
Pierwsze cztery bloki zostały oddane do użytku w 1970 roku, a ostatni w 1976 roku. Połowę bloków odnowiono w latach 1995-1997, pozostałe w latach 2000-2003. Jest jedna z najstarszych ciągle pracujących elektrowni firmy Escom.

## Zatrudnienie
Elektrownia zatrudnia około 1000 pracowników.

## Osiągnięcia
- była pierwszą elektrownią węglową Eskom, która otrzymała certyfikaty normy: ISO9001, ISO14001 i OHSAS 18001
- została w 2012 roku wyróżniona nagrodą Gold "Blue Drop" przyznawaną przez Ministerstwo ds. Gospodarki Wodnej i Leśnictwa za jakość produkowanej wody pitnej. Elektrownia dostarcza wodę do miasta Pullenshope i kopalni Optimum

## Właściciel
Właścicielem jest Eskom Enterprises, spółka należąca do Eskom Holdings, która wytwarza około 95% energii elektrycznej zużywanej w Republice Południowej Afryki i około 45% energii elektrycznej zużywanej w Afryce.